# پیترو بورستی
پیترو بورستی (به انگلیسی: Pietro Borsetti) ژیمناست زادهٔ ۶ مارس ۱۸۸۲ میلادی اهل کشور ایتالیا است.